# Zarwanica (obwód lwowski)
Zarwanica (ukr. Зарваниця, Zarwanycia) – wieś na Ukrainie, w obwodzie lwowskim, w rejonie złoczowskim. W 2001 roku liczyła 265 mieszkańców.
Znajduje się tu przystanek kolejowy Zarwanica, położony na linii Tarnopol – Lwów.

## Położenie
Wieś położona 7 km na południowy-wschód od Złoczowa.

## Historia
W II Rzeczypospolitej miejscowość stanowiła początkowo samodzielną gminę jednostkową. 1 sierpnia 1934 roku w ramach reformy na podstawie ustawy scaleniowej została włączona do zbiorowej gminy wiejskiej Płuhów w powiecie złoczowskim, w województwie tarnopolskim.